# Karl Pilkington

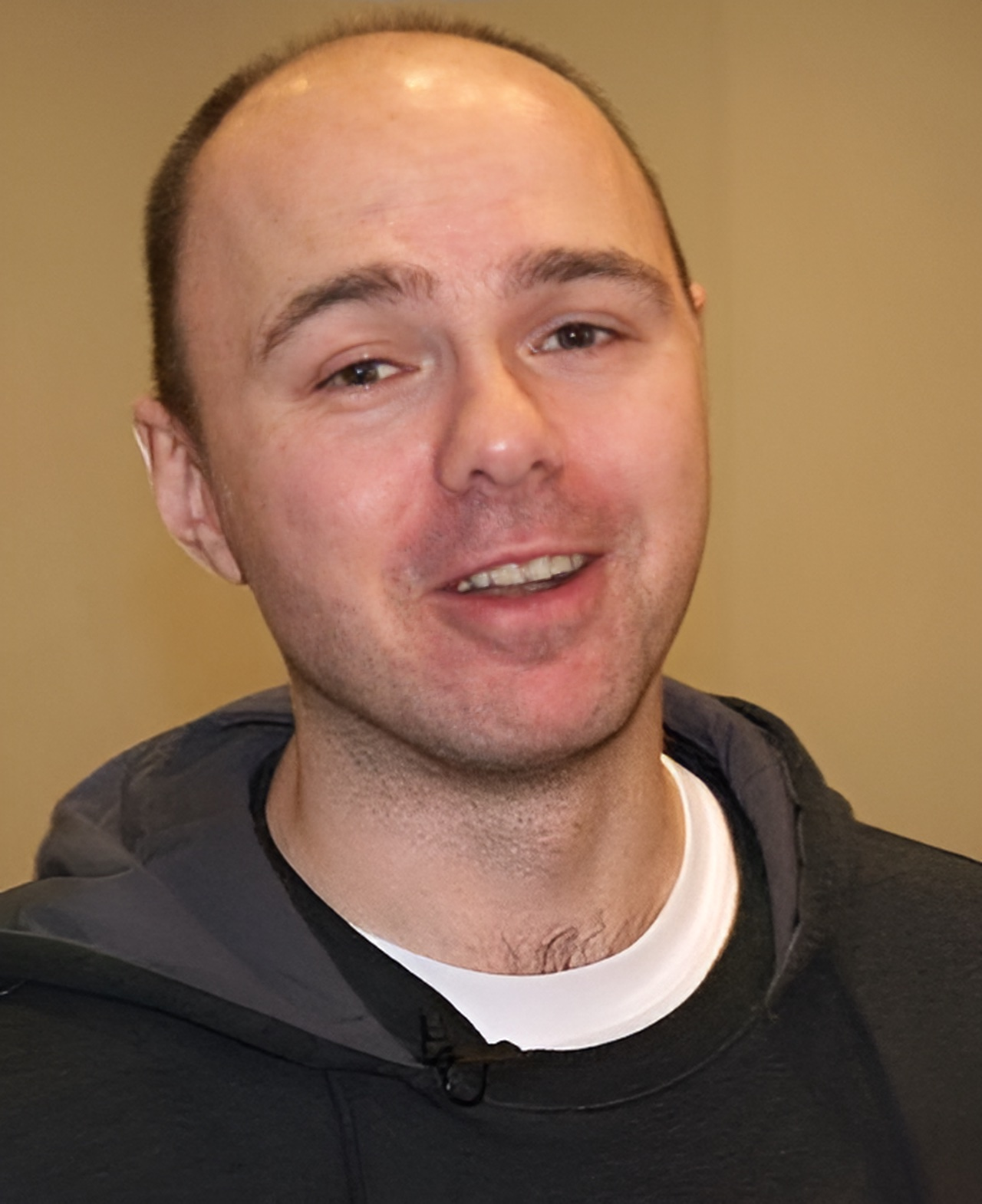
Karl Pilkington, 2008

Karl Pilkington (* 23. September 1972 in Manchester) ist ein britischer Radioproduzent, Radiomoderator, Podcaster, Autor und Schauspieler. Er ist bekannt als Produzent und neben Ricky Gervais und Stephen Merchant einer der Gastgeber der Ricky Gervais Show, die zunächst eine Radiosendung und ab 2005 ein Podcast war, und dessen animierte Version in den USA auf HBO ausgestrahlt wurde. Zudem ist er Autor mehrerer Bücher, in denen er seine Gedankenwelt offenlegt.

## Leben
Pilkington ging mehreren Berufen nach. Sein Lieblingsjob sei das Zeitungausteilen, dem er im Alter von zehn Jahren nachging.
Er lebt in London und Kent mit seiner Freundin Suzanne Whiston.

## Komik

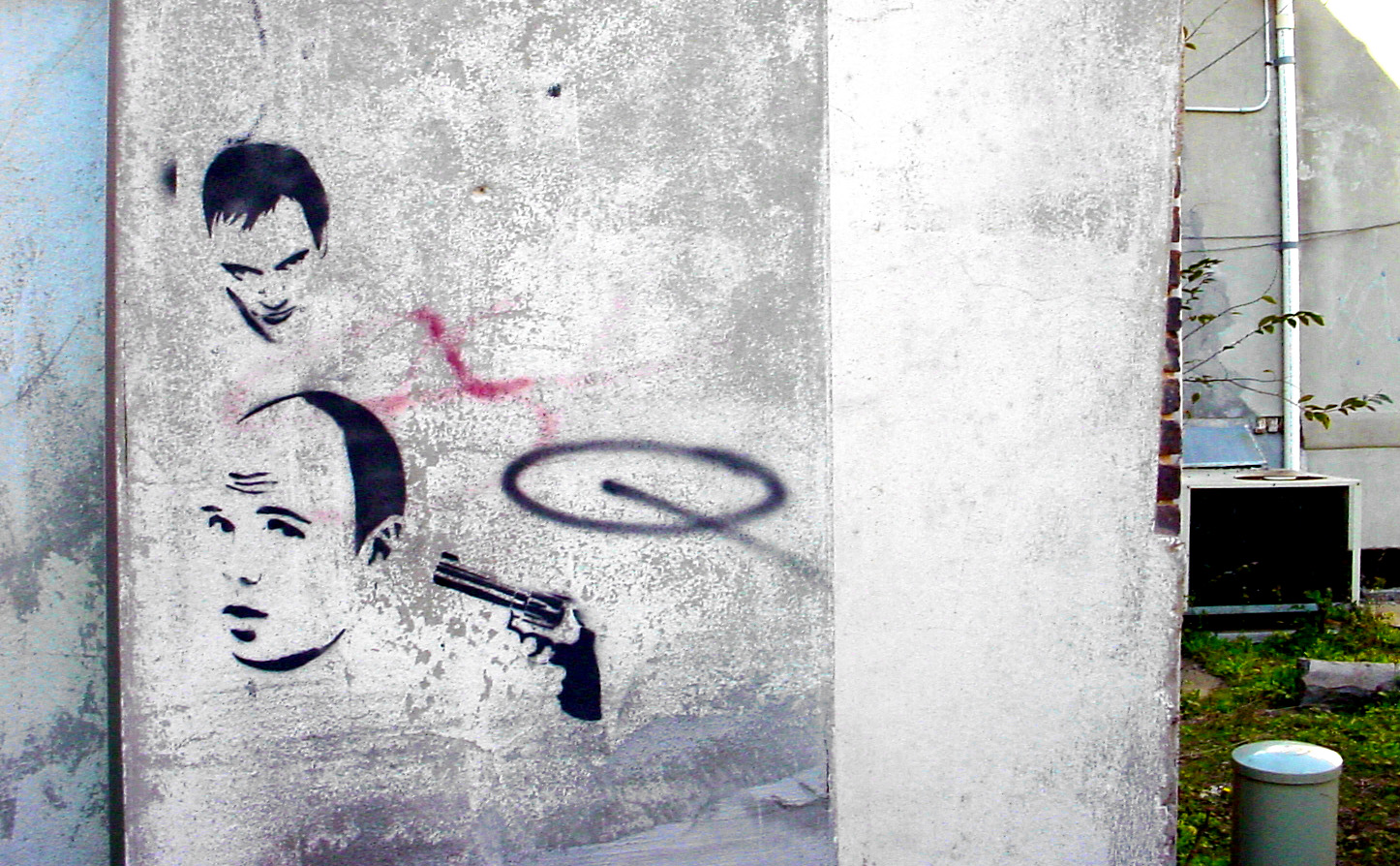
Pilkington stencil

Am 24. April 2006 veröffentlichte die New York Times einen Artikel über Ricky Gervais und seinen Podcast, in dem Pilkingtons Auftreten als gekonnter trockener Humor beschrieben wird, der eine Kreuzung aus Ali G und Steven Wright darstelle.
Ricky Gervais und Stephen Merchant bestritten, dass Pilkington eine von den beiden erdachte Rolle spielt.

## TV
Im September 2010 startete die TV-Serie An Idiot Abroad (dt. „ein Idiot im Ausland“) auf Sky1 in England mit Karl Pilkington in der Hauptrolle die von Ricky Gervais und Stephen Merchant produziert wurde. In der Serie wird Pilkington von Gervais und Merchant auf eine Abenteuerreise um die Welt geschickt, um ihn aus seiner „gewohnten Umgebung“ zu holen.
Die Serie besteht aus drei Staffeln mit je acht Folgen in den ersten beiden und drei Folgen in der dritten Staffel, wobei jede Folge 60 Minuten dauert. Die letzte Episode wurde im Dezember 2012 ausgestrahlt. In der ersten Staffel besucht Pilkington die Neuen Weltwunder, um seinen Horizont zu erweitern, in der zweiten darf er von einer Liste eine Aktivität aussuchen und in der dritten Staffel, welche im Jahr 2012 als Weihnachtsspezial auf Sky1 ausgestrahlt wurde, wird Pilkington von Warwick Davis auf den Spuren von Marco Polo begleitet. Seit November 2012 wird die zweite Staffel in Deutschland auf DMAX ausgestrahlt.
Ein ähnliches Konzept wurde in der im Oktober 2013 erstausgestrahlten und bis November 2015 gesendeten TV-Serie The Moaning of Life  (dt. „Das Gejammer des Lebens“) verfolgt. Hier allerdings bestimmt Pilkington die zu bereisenden Länder. Die Serie wurde ebenfalls auf Sky 1 ausgestrahlt und umfasst zwei Staffeln.

## Schriften
- The World of Karl Pilkington (2006)
- Happyslapped by a Jellyfish (2007)
- Karlology: What I've Learnt So Far (2008)

- An Idiot Abroad: The Travel Diaries of Karl Pilkington (2010)
  - Ein Idiot unterwegs: Die wundersamen Reisen des Karl Pilkington, Blanvalet Taschenbuch Verlag 2016, Leena Flegler (Übersetzer), ISBN 978-3-7341-0227-1

- The Further Adventures of An Idiot Abroad (2012)
  - Ein Idiot reist weiter: Abenteuer und Fettnäpfchen aus aller Welt, Blanvalet Taschenbuch Verlag 2017, Leena Flegler (Übersetzer), ISBN 978-3-7645-0568-4

- The Moaning of Life: The Worldly Wisdom of Karl Pilkington (2013)
- More Moaning: The Enlightened One Returns (2016)